# Fidelis Weiß

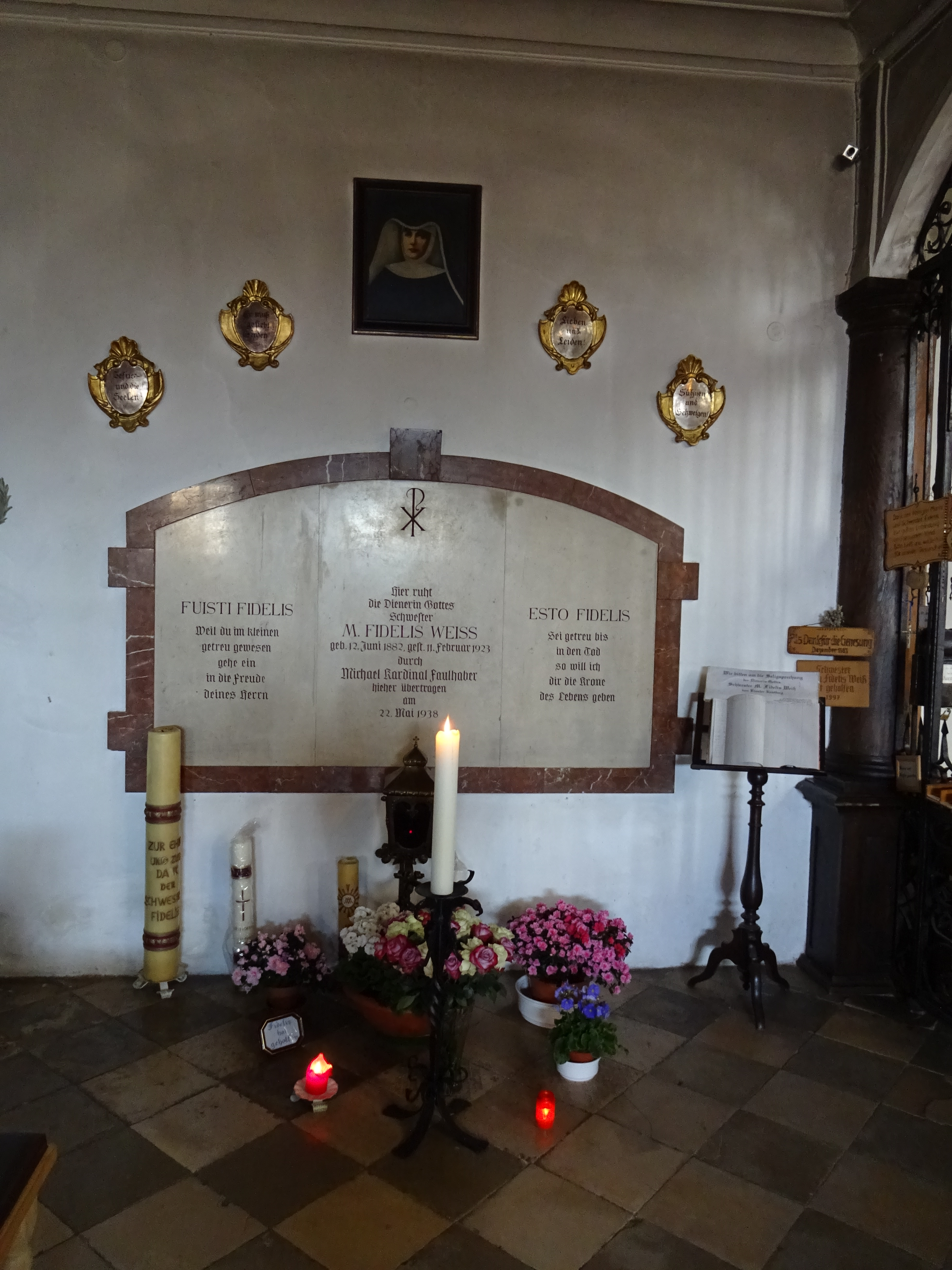
Grab von Schwester Maria Fidelis Weiß, Klosterkirche Reutberg

Fidelis Weiß (* 12. Juni 1882 in Kempten als Eleonore Margarete Weiß; † 11. Februar 1923 im Kloster Reutberg) war eine deutsche Franziskanerin und Mystikerin.

## Leben und Wirken
Eleonore Margarete Weiß wurde am 12. Juni 1882 in Kempten als sechstes Kind der Eheleute Albertine und Carl Weiß geboren. Sie wuchs in einer kinderreichen Handwerkerfamilie auf. Von den zwölf Kindern starben bereits sieben im frühen Kindesalter. Ihre christliche Erziehung war besonders von der Frömmigkeit der Mutter geprägt.
Nach Abschluss der Volksschule und der Frauenarbeitsschule war sie zwei Jahre als Verkäuferin tätig. Im September 1900 trat sie ins Institut der Armen Schulschwestern in Lenzfried ein und wurde auf den späteren Eintritt ins Kloster Reutberg vorbereitet. Man bildete sie dort in Musik, Klavier und Orgel und in Handarbeiten aus.
1902 trat Eleonore bei den Franziskanerinnen auf dem Reutberg ein und erhielt den Ordensnamen Fidelis. Am 21. Juni 1904 legte sie ihre feierliche Profess ab. 20 Jahre lang wirkte Schwester Fidelis als Organistin und Handarbeitslehrerin. Ihr vorbildliches Ordensleben war von einem sehr intensiven Gebetsleben geprägt. Viele Jahre durchlitt sie in Visionen wöchentlich am Donnerstag und am Freitag die Leiden Jesu und am Samstag die Schmerzen Mariens. Am Karfreitag 1919 erlebte sie die letzte und höchste Stufe des mystischen Gebetes – die mystische Vermählung mit Christus.
In den letzten Lebensjahren war sie oft sehr krank. Nach monatelangem Leiden starb sie am 11. Februar 1923 in Kloster Reutberg und wurde in der Schwesterngruft beigesetzt.

## Verehrung und Seligsprechungsprozess
Erst am Tag ihrer Beerdigung wurde durch die Predigt ihres langjährigen Seelenführes, Johann Mühlbauer, die mystischen Erlebnisse der begnadeten Klausurschwester bekannt.
Bald verbreitete sich der Ruf der heiligmäßigen Schwester und das Interesse an ihrem Leben wurde immer größer. Bereits 1925 erschien die erste Lebensbeschreibung mit dem Titel Lieben und Leiden.
1938 wurden ihre Gebeine aus der Schwesterngruft feierlich von Michael Kardinal Faulhaber in die Klosterkirche übertragen. Ihr Grab ist bis heute eine Gebetsstätte für viele Pilger. Das Interesse an Schwester Fidelis ist bis heute aktiv und lebendig im In- und Ausland.
1936 wurde der Seligsprechungsprozess eingeleitet und 1977 der bischöfliche Informationsprozess in Rom abgeschlossen. Der im Oktober 1982 eröffnete Apostolische Prozess wurde im Oktober 2005 in Rom abgeschlossen. Am 1. Juni 2007 wurde ihr durch Papst Benedikt XVI. der heroische Tugendgrad zugesprochen und somit der Titel einer Ehrwürdigen Dienerin Gottes verliehen. Für die Seligsprechung ist noch ein anerkanntes Wunder notwendig.